# Прапор Кам'янського району (Черкаська область)
Пра́пор Ка́м'янського райо́ну — офіційний символ Кам'янського району Черкаської області, затверджений 23 травня 2003 року рішенням сесії Кам'янської районної ради.

## Опис
Прапор являє собою прямокутне синє полотнище зі співвідношенням сторін 2:3 із золотою облямівкою, у центрі якого розміщено герб району.